# Marius Mondelé
Fernand Marius Mondelé (ur. 12 grudnia 1913 w Molenbeek-Saint-Jean – zm. 7 lutego 1981 w Libramont-Chevigny) – belgijski piłkarz grający na pozycji pomocnika. Był reprezentantem Belgii.

## Kariera klubowa
Swoją karierę piłkarską Mondelé rozpoczął w klubie Daring Club de Bruxelles, w którym zadebiutował w belgijskiej pierwszej lidze w sezonie 1931/1932. W sezonie 1933/1934 wywalczył z nim wicemistrzostwo Belgii, a w sezonie 1934/1935 zdobył Puchar Belgii oraz został królem strzelców ligi (28 goli). Z kolei w sezonach 1935/1936 i 1936/1937 dwukrotnie z rzędu zostawał mistrzem kraju. W sezonie 1937/1938 ponownie wywalczył wicemistrzostwo i tytuł króla strzelców (32 gole). W 1945 roku odszedł z Daring Club do Ixelles SC, w którym grał do 1950 roku. W latach 1950–1955 był zawodnikiem RCS Libramontois.

## Kariera reprezentacyjna
W reprezentacji Belgii Mondelé zadebiutował 31 marca 1935 w przegranym 2:4 towarzyskim meczu z Holandią, rozegranym w Amsterdamie. Od 1935 do 1936 rozegrał w kadrze narodowej 4 mecze.